# Мајкл Бериман
Мајкл Џон Бериман (енгл. Michael John Berryman; Лос Анђелес, 4. септембар 1948) је амерички типски глумац. Рођен је са хипохидротичном ектодерманлном дисплазијом, ретким обољењем које карактерише одсуство косе, ноктију и знојних жлезда. Његов необичан физички изглед му је помогао у развоју каријере, поготово за пробој у хорор жанру, где је често тумачио негативце.
Прву запажену улогу имао је култном филму Милоша Формана, Лет изнад кукавизјег гнезда (1975). Најпознатији је по сарадњи са редитељем Весом Крејвеном, појавивши се у три његова хорор филма: Брда имају очи (1977), Смртоносни благослов (1981) и Брда имају очи 2 (1984). Бериман се појављивао и у познатим ТВ серијама, као што су Звездане стазе и Досије икс.

## Приватни живот
Бериман је строг заговорник заштите животне средине и живи у уточишту вукова већ 10 година. Ожењен је Патришом Бериман. Једним делом је немачког порекла.
Бериманов отац је био хирург у Америчкој ратној морнарици и био је распоређен у зону нуклеарне падавине у Хирошими за време атомских бомбардовања Хирошиме и Нагасакија.

## Каријера
После мање улоге у суперхеројском филму о Доктору Севиџу из 1975, Бериман се исте године појавио као Елис у Лету изнад кукавичјег гнезда редитеља Милоша Формана. Филм је номинован за 9, а награђен са 5 Оскара. Главне улоге су тумачиле велике холивудске звезде попут Џека Николсона, Луизе Флечер, Кристофера Лојда и Денија Девита.
Наредну улогу Бериман је имао у култном класику Веса Крејвена, Брда имају очи (1977). Тумачио је лик Плутона, једног од чланова канибалистичке породице која живи у пустињи, а главне улоге су поред њега тумачили Ди Волас и Роберт Хјустон. Пошто је филм сниман у пустињи, Бериману је снимање изузетно тешко пало, јер због своје болести не сме да се излаже високим температурама. Ипак, ова улога му је отворила врата у хорор жанру и донела номинацију за Награду Сатурн за најбољег глумца у хорор филму, коју је изгубио од Мартина Шина.

## Филмографија
| Улоге Мајкла Беримана |                                           |               |                           |                      |
| Година                | Српски назив                              | Изворни назив | Улога                     | Напомена             |
| 1975.                 | Док Севиџ: Човек од бронзе                |               | иследник                  |                      |
| 1975.                 | Лет изнад кукавизјег гнезда               |               | Елис                      |                      |
| 1977.                 | Брда имају очи                            |               | Плутон                    | Награда Сатурн (ном) |
| 1977.                 | Други човек, друга шанска                 |               | први бандит               |                      |
| 1981.                 | Смртоносни благослов                      |               | Вилијам Гланц             |                      |
| 1984.                 | Брда имају очи 2                          |               | Плутон                    |                      |
| 1985.                 | Чудна наука                               |               | бајкер мутант             |                      |
| 1985.                 | Мој научни пројекат                       |               | мутант                    |                      |
| 1986.                 | Звездане стазе IV: Путовање кући          |               | официр на Старфлиту       |                      |
| 1987.                 | Варвари                                   |               | Диртмастер                |                      |
| 1988.                 | Звездане стазе: Следећа генерација        |               | капетан Рикс              | ТВ серија            |
| 1989.                 | Звездане стазе V: Крајња граница          |               | ратник Сибока             |                      |
| 1990.                 | Соларна криза                             |               | Метју                     |                      |
| 1991.                 | Гајвер                                    |               | Лискер                    |                      |
| 1991.                 | Приче из гробнице                         |               | Руперт ван Хелсинг        | ТВ серија            |
| 1994.                 | Врана                                     |               | скелетон каубој           |                      |
| 1994.                 | Дупли змај                                |               | вођа манијака             |                      |
| 1995.                 | Досије икс                                |               | Овен Ли Џарвис            | ТВ серија            |
| 1996.                 | Шпијунирај мушки                          |               | човек с маском у аутобусу |                      |
| 1996.                 | Месечева пустиња                          |               | Ејнџел                    |                      |
| 2000.                 | Кенан и Кел                               |               | батлер Чивс               |                      |
| 2005.                 | Ђавољи шкарт                              |               | Клевон                    |                      |
| 2006.                 | Ед Гин: Месар из Плејнфилда               |               | Џек                       |                      |
| 2010.                 | Скуби Ду! Проклетство чудовишта из језера |               | зомби                     |                      |
| 2012.                 | Господари Сејлема                         |               | Вирџил Магнус             |                      |
| 2017.                 | Кућа смрти                                |               | Крау                      |                      |
| 2017.                 | Нација З                                  |               | оснивач                   | ТВ серија            |